# Сикирич
Сикирич (серб. Сикирић / Sikirić) — село в общине Братунац Республики Сербской Боснии и Герцеговины. Население составляет 130 человек по переписи 2013 года.

## География
Занимаемая площадь — 411 гектаров.